# 24e brigade d'infanterie (Royaume-Uni)
Pour les articles homonymes, voir 24e brigade.

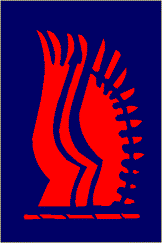
Insigne de la 24e brigade d'infanterie (Royaume-Uni)

La 24e brigade d'infanterie est une brigade d'infanterie issue de la British Army depuis la Première Guerre mondiale qui a servi également durant la Seconde Guerre mondiale jusqu'en 1999 lorsqu'elle fusionna avec la 5e brigade aéroportée pour former la 16e brigade d'assaut aérien.